# Кривичи (Мядельский район)
Кривичи́ (бел. Крывічы) — городской посёлок в Мядельском районе Минской области Беларуси. Административный центр Кривичского сельсовета.
Численность населения — 1 036 человек (2025).

## География
Расположен на реке Сервач, в 39 км от Мяделя, 139 км от Минска, 3 км от железнодорожной станции Кривичи на линии Молодечно — Полоцк.

## Этимология
Наименование посёлка происходит от названия союза славянских племён кривичей (бел. крывічоў).

## История
Селение на месте Кривичей существовало с XII века, вероятно, как поселение племени кривичей среди литвинов. Топоним Кривичи встречается также среди названий населённых пунктов в Глубокском, Докшицком, Ивьевском, Лидском, Зельвенском, Буда-Кошелёвском, Шумилинском, Сморгонском, Ошмянском, Пинском, Солигорском районах Беларуси.

### Великое Княжество Литовское
Наиболее раннее упоминание Кривичей в Актах Метрики Великого княжества Литовского относится к 1493 году. В грамоте Великого князя Александра подтверждается купчая пана Яна Юревича в 1493 году земли в Кривичах: 
«Александр Божию. Бил нам чолом пан Троцкий, наместник Полоцкий, пан Ян Юревич, а поведал нам, иж купил у пана Андрея Олехновича Римовидовича четвертую часть, а с братьи его у Кривичах, в Жосне и в Курянцы; а в Оланех теж купил у пана Андрея и в братьа его, в пана Скобейка, два чоловеки з землями и з сеножатми; такжо купил у Богдана Некрашевича земли в Княгине, а в сестры его земли у Княгине ж, а в Смолниан у Пивовичов Олану дворец, а в Ганушович у Дексинянех землю, а в Красносельском повете у Богуша Богдановича чоловека з землею, вечно, и листы их на то мает, и просил нас, абыхмо то ему потвердили нашим листом. Ино коли он в них покупил отчины их властные вечно, а листы их на то мает; и мы подтверждаем то ему, и его жене, и их детем, и потом их будучим, и щадком, вечно и на веки вечные сим нашим листом; волен он отдати и продати, и к церкви записати, и заменити, и к своему лепшому обернути. А на твердость того и печать нашу казали есьмо привесити к сему нашому листу. Писан в лето 7001. Индикт 11. Приказ пана Миколаев Радивиловича, воеводы Виленского, канцлера». 
В 1552 году в «Ревизии Полоцкого воеводства» записано, что Кривичи приписаны «к двору Плисского пана Дмитрия Богдановича Корсака…» В Кривичах насчитывалось всего 8 дымов. Также в «Ревизии..» есть запись: «С тех людей ему (пану) со всякого збожжа приходит четвёртая доля, на работу ему на год кажды по 10 толок служит, то есть 4 пешо, а 6 с клячами».

### Речь Посполитая
Согласно инвентарю 1606 года, Кривичи — небольшое местечко с двумя улицами и усадебным комплексом. Главная улица шла в северо-западном направлении и соединяла усадьбу с дорогой на Мядель. На улице располагалось 25 участков с постройками, корчма с огородом и кабак. Вторая улица, которая шла от неё в юго-западном направлении к местечку Куренец, насчитывала 13 участков. Жителям принадлежало 15 волок пахотной земли.
Панская усадьба, которая располагалась в конце улицы Дворной, состояла из приусадебного двора и фольварка. При въезде в усадьбу располагалась двухъярусная «брама» (арка) с двумя подклетями в нижнем ярусе и коморой над проездом. Слева от брамы стоял огромный старый дом, построенный ещё в XVI столетии с 5 подклетями в фундаменте и накрытый дранкой.
По инвентарю 1639 года архитектурная планировка местечка сильно изменилась. В центре располагалась рыночная площадь, от которой расходились три улицы. Площадь располагалась неподалёку от реки Сервечь, была в плане квадратной и имела четырёхстороннюю застройку. Одну из сторон застройки занимал постоялый двор, три остальные — 11 мещанских дворов. В центре площади возвышалась Свято-Троицкая церковь, вторая церковь находилась на берегу реки. Бывшая главная улица в связи с образованием на ней рыночной площади разделилась на две: Дворную и Мядельскую. Ещё одна улица вела к местечку Данюшево. На Дворной улице было односторонняя застройка с шестью дворами по 16,5 прута каждый (391 м²). Противоположная сторона улицы только готовилась под заселение — 7 участков по 32 прута, из которых было занято только 4 участка. На Данюшевской улице было 22 двора (9-23 прутов) с двухсторонней застройкой. Мядельская также была двухсторонней, насчитывала 22 двора (12,5-31 прутов). Стандартных участков на этой улице не было. Всего в 1639 году насчитывалось 68 приусадебных участков. Наиболее плотной была застройка рыночной площади. За территорией местечка находились огороды, пахота, хутора и сенокосы.
1 июля 1642 года Януш Кишка, полоцкий воевода, в одном из документов упомянул: «Дабы совершалось непрестанное богослужение Всевышнему, отец мой соорудил Кривичскую Свято-Троицкую церковь…» В 1659 году в ходе Русско-польской войны церковь была разграблена русскими войсками.
В 1684 году с согласия короля Яна III Собесского поместье было передано потомкам на удовлетворение кредиторов и в дальнейшем части его принадлежали Укольским, Яну Ходзько, Любанским и Швыковским. Это был первый случай эксдивизии в Великом княжестве Литовском.
5 апреля 1770 года Андрей Укольский, тиун и подкаморий трокский, и его жена Тереза из рода Войнов выдали фундуш (уставную грамоту) на строительство костёла и монастыря тринитариев. В 1777 году строительство костёла во имя Святого Андрея Апостола было завершено. В 1796 году костел стал приходским. В 1796 году при монастыре существовала небольшая школа.
В 1776 году Кривичи получили статус местечка Ошмянского повета Виленского воеводства.

### Российская империя
С 1793 года Кривичи в составе Российской империи.
В соответствии с Указом российского императора Николая I 19 июля 1832 года монастырь тринитариев был ликвидирован.
В 1861 году имение Крживиче Вилейского уезда принадлежало помещице Швыковской. В имении насчитывалось 180 крепостных душ мужского пола (в том числе 18 дворовых) и 37 двора, из которых 32 были удельные и 5 дворов огородников и мастеровых. Всего удобной земли в имении было 642 десятины (по 3,5 десятины на душу). Величина денежного оброка составляла по 3 рубля со двора. Пригона отбывалось по 156 дней со двора для крепостных душ мужского пола и по 104 дня для душ женского пола. Сгона было по 9 дней для рабочих душ мужского и женского пола. Натуральные повинности были следующие: строительные дни по мере надобности, ночной караул поочередно, огородники отбывают повинности для посылок, куда двору понадобится.
Во второй половине XIX столетия Кривичи активно развивались. В 1864 году на территории Кривичской волости было 12 сельских обществ (1592 души мужского пола).
В «Географическо-статистическом словаре Российской империи» (1865 год) о местечке Кривичи записано следующее:

«Криживичи, местечко (влад.), Виленской г., Вилейского у., к с.-в. от у. г-да (к северо-востоку от уездного города — прим.), при р. Сервечь. Оно напоминает собою название исчезнувшего с XII в. славянского племени Кривичей. Кр. было родовым имением Кишек, из коих последний, Януш, умер в 1653 г. Местечком Кр. сделано Станиславом Августом в 1776 г. Ч. ж. 485 д. об. п. (число жителей 485 душ обоего пола — прим.), 55 дв., правосл. церковь во имя св. Троицы, основ. в 1740 г., католич. кост., существующий с 1770 г. и принадлежащий прежде монастырю (Город. насел. ч 1, стр. 184; Корев, Вилен. губ., стр. 347, 370, 742)»
С 1873 года действовало Кривичское народное училище (учитель М. Баталин, учился в Калужской духовной семинарии, законоучитель — священник С. Белозерский, окончил Псковскую духовную семинарию). В 1896/1897 учебном году в нём учились 46 мальчиков и 4 девочки.
В 1884 году основан винокуренный завод. В 1886 году в местечке находились волостное правление, церковь, часовня, костел, богадельня, 3 магазина, 3 постоялых двора, корчма, школа, народное училище. В Кривичах находилась сельская лечебница. В 1893 году здесь работали врач коллежский советник И. Ф. Буш, фельдшер А.Деревянко и повитуха А. Шимановская.
В 1899 году в журнале «Висла» исследователь Ю. Киборт напечатал статью на польском языке о народных верованиях в окрестностях Кривичей Вилейского уезда.
Раз в неделю в Кривичах открывался рынок. Два раза в год проходили большие базары: на Семуху (Троицу) и 6 августа.
В 1904 году местечко насчитывало 711 жителей, в имении госпожи Горской проживало 30 человек.
Кривичи, как волостной центр, объединял жителей восьми деревень. На территории волости были две церковно-приходских школы — в Кривичах и Плашине и одна начальная в Кривичах, где работали три учителя и три священника, которые преподавали Закон Божий. В Кривичах действовала синагога.
Насчитывалось более десяти частных магазинов, в которых крестьяне приобретали мелкие промышленные товары и кустарные изделия.

### Первая мировая война
Полковник царской армии Дмитрий Николаевич Логофет описал свои впечатления о пребывании в окрестностях местечка Кривичи:
«Впереди полка на строевой лошади несмотря на почтенный возраст, превратившись в заправского кавалериста, едет наш уважаемый отец К-ч, служивший раньше настоятелем в одном из здешних приходов и знакомящий нас с остатками старины в виднеющихся по сторонам деревнях и помещичьих усадьбах. Мы узнаем далекое прошлое этого старого славянского края, в котором встречаются на каждом шагу славянские названия: Кривичи, Кривда, Криво, Куринец, от которых веет седою стариною».

### Революционные события
После Февральской революции и отречения царя Николая II, на железнодорожную станцию Кривичи (сейчас станция Княгинин) прибыли представители фракции большевиков Вилейского уездного Совета рабочих, солдатских и крестьянских депутатов унтер-офицеры Никулин, Левицкий и Рабинович. В госпитале на станции Кривичи прошло собрание. На собрании в Кривичский волостной Совет крестьянских и батрацких депутатов единогласно были избраны унтер-офицер Никулин, солдаты Клемятич и ,Стефан Александрович Будько, уроженец близлежащей деревни Заречное. После июльских событий 1917 года, когда по приказу Временного правительства была расстреляна демонстрация большевиков, в Кривичской волости прошёл митинг протеста. На митинге было высказано недоверие старому составу волостного совета, в который входили представители различных партий. Прошли перевыборы. Председателем нового Совета был избран Стефан Александрович Будько. В Совет вошли также С. В. Мисун, А. К. Зимнохо, З. О. Чернявский, Е. П. Никулин, П. И. Аврейцевич, С. И. Селицкий, А. Ф. Шахович, В. А. Мисун, Н. В. Будзько, С. Х. Рабинович, А. А. Будзько.
Представители Кривичского волосного Совета начали раздел земли и имущества состоятельных жителей волости. Бедные бесплатно получили десятки гектар пахотной земли, скот, сенокос, лес. Исполком первого в Кривичах Совета крестьянских и батрацких депутатов проводил по заданию большевиков митинги, распространял газеты, листовки.
После Октябрьской революции при волостном Совете организовалась группа сочувствующих большевикам. В начале 1918 года создаётся партийная ячейка ВКП(б). Совет оказывает поддержку беженцам с территорий, захваченных кайзеровскими войсками.
По заданию большевиков Левицкого и Никулина члены Совета участвовали в агитационной работе, раздавали политическую литературу, которая издавалась в Петрограде. Бывший батрак Александр Казимирович Зимнохо проводил собрания крестьян и зачитывал им революционные издания, а также газеты «Звезда», «Крестьянскую газету», которые издавались в Минске.
Во время кайзеровской оккупации волостной Совет скрывался в подполье. С приходом Красной армии большинство добровольцев записались в состав 145-го полка 17-й стрелковой дивизии.

### Польская Республика
С 1921 года Кривичи в составе Польши.
В 1921 году в состав Кривичей входят:
- местечко (92 двора, 623 жителя)[10];
- фольварок или господский двор (2 двора, 19 жителей);
- осада (2 двора, 19 жителей);
- железнодорожная станция (151 житель).

В местечке работали гминное управление, полицейский участок, больница, почта, аптека, 4 мельницы. Каждую среду проводились базары.
В 1921 году гмина (волость) Кривичи относилась к Вилейскому уезду Новогрудского воеводства.
13 апреля 1922 года Кривичская волость вошла в состав Земли Виленской, преобразованной затем в Виленское воеводство (20.01.1926).
1 апреля 1929 года к Кривичской волости присоединена часть волости Жосна.
В июне 1923 года группа партизан (29 человек) совершила вооружённое нападение на полицейский гарнизон. Накануне операции партизанами были перекрыты все дороги, прервана связь с уездным центром, заняты гмина и почта. 18 мая 1924 года отряд под руководством С. Ваупшасова (около 40 человек) разгромил помещение участка. В июне 1924 года ваупшасовцы разоружили местечковую полицию и наложили контрибуцию на местного помещика и ксендза.
Местный житель Дьяконский вспоминал: «Подшиванцем я пас у пана коров. Затем нанялся в батраки. В год пан платил 60 пудов зерна. Это приблизительно 120 злотых или корова». Местные жители жаловались на большие налоги. Из письма жителей местечка Кривичи в газету «Борьба» в 1933 году: «Каждый из нас думал, что продав что-нибудь или заработав на стороне, можно будет вернуть долг. Однако все вышло иначе, цены упали, заработков нет. Теперь, чтобы отдать эту сумму, нужно продать все хозяйство. Теперь никто не платит, так как нечем. Кождый гадает, что будет дальше».
Старожилы утверждают, что последним паном в Кривичах был немец по фамилии Егерь. В 1939 году, перед самым приходом Красной армии, он сбежал.
Жители Кривичей одними из первых приняли удары немецко-фашистских войск в составе польской армии в годы Второй мировой войны. Известно, что в составе польской армии служил старший стрелок Чеслав Семашкевич (11.04.1923, Кривичи — 30.08.1944, Ляретто, Италия).

### Вторая мировая война
С 1939 года в составе БССР.
С 12 октября 1940 года Кривичи — центр Кривичского района и Кривичского сельского Совета Вилейской области; с 20 сентября 1944 года — Молодечненской области.
28 апреля 1942 года гитлеровцы сожгли заживо 470 узников Кривичского гетто; 13 сентября 1942 года расстреляли ещё 130 человек.
В годы Великой Отечественной войны в Кривичах размещался батальон Белорусской Краевой Обороны, созданный по приказу Франца Кушеля.
4 июля 1944 года партизаны бригады имени Будённого во взаимодействии с частями 72-го стрелкового корпуса 5-й армии 3-го Белорусского фронта освободили от фашистов местечко Кривичи.

### БССР
В декабре 1948 года в Кривичах создан колхоз имени Жданова. В октябре 1948 года здесь построена электростанция.
С 28 июня 1958 года Кривичи — городской посёлок, центр горпоселкового Совета.
В 1979 году Кривичи городской посёлок в составе колхоза имени Жданова, с марта 1990 года колхоза «Беларусь» с центром в деревне Прудники.

### Настоящее время
Посёлок насчитывает около 30 улиц. Главная улица протяжённостью несколько километров тянется по правому берегу реки Сервеч, остальные улицы и переулки — небольшие.
Названия улиц достались в наследство от советских времён: Маркса, Энгельса, Кирова, Победы, 17 Сентября, Садовая, Набережная, Речная.

## Население
Численность населения — 1 036 человек (на 1 января 2025 года).
В 1863 году численность населения Кривичей (Крживичей) составляла 498 чел. (247 мужчин и 251 женщина), которые проживали в 45 жилых зданиях, при этом не было ни одного каменного жилого здания.
На 1 января 1997 года в посёлке было 612 хозяйств, 1932 жителя.
Согласно переписи 2009 года в посёлке было 1298 жителей, в том числе:
- белорусы 1198 (92,30 %),
- русские 65 (5,01 %),
- украинцы 14 (1,08 %),
- поляки 9 (0,69 %).

На 1 января 2016 года в посёлке проживало 1232 человека.
На 1 января 2023 года численность населения 1 079 человек.
На 1 января 2025 года численность населения 1 036 человек.

## Социально-экономическая сфера
В 1997 году в Кривичах действовал Дом быта, средняя школа, вспомогательная школа-интернат (ГУО «Кривичская вспомогательная школа-интернат»), детский сад, Дом культуры, две библиотеки, музыкальная школа, больница, отделение скорой медицинской помощи, аптека, поликлиника, отделения связи и сберегательного банка, торговый центр, 5 магазинов, 2 частных магазина, лесничество, филиал Мядельского комбината кооперативных предприятий (хлебозавод), завод металлоизделий, участок электросети, производственный участок Нарочанского маслосырзавода, участок жилкомхоза, филиал Нарочанского производственного объединения водопроводно-канализационного хозяйства, скотоводческая ферма.
В настоящее время местное сельхозпредприятие называется ОАО «Прудники-Агро».

## Культура
- Дом культуры
- Музей ГУО «Кривичская средняя школа»

## События и мероприятия
- «Ходзькаўскія чытанні»
- Фестиваль «Шансон собирает друзей»

## Достопримечательности
- Костёл Святого Андрея
- Свято-Троицкая церковь
- Усадьба Швыковских в Кривичах (фрагменты)
- Воинское кладбище польских солдат, погибших в годы Советско-польской войны. На обелиске надпись: «Героическим защитникам Родины»
- Еврейское кладбище
- Место массового убийства немецкими нацистами евреев посёлка и близлежащих местечек

### Памятники, скульптура
- Памятник на братской могиле 127-ти советских воинов и партизан, погибших в Великую Отечественную войну
- Возле Дома культуры установлена Мемориальная доска в память о выдающемся военном геодезисте и географе генерал-лейтенанте Российской армии Юзефе (Иосифе) Ходзько, который родился в Кривичах
- На улице 17 Сентября установлен валун с Памятной доской из бронзы, на которой находится погрудный портрет-барельеф И. И. Ходзько. Автор мемориальной доски скульптор Сергей Оганов[17].

## Знаменитые уроженцы

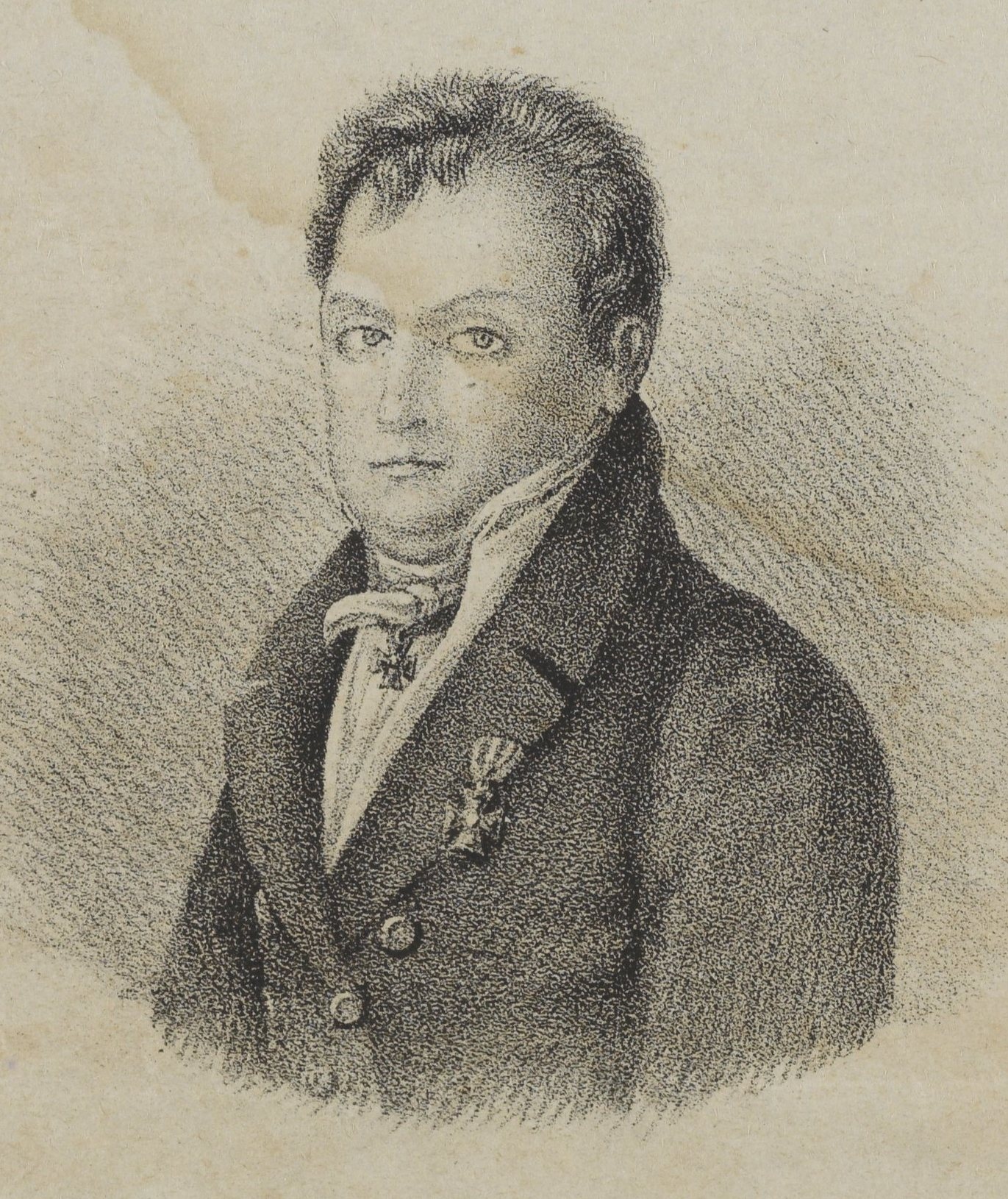
Портрет Яна Ходзько (1777—1851). Литография первой половины XIX века. Автор неизвестен.

Ян Боре́йко Хо́дзько (пол. Jan Borejko Chodźko); 24 июня 1777 — 10 ноября 1851, Заславль) — юрист, литератор и общественный деятель, участник восстания 1830—1831 годов, сторонник идеи восстановления независимости Великого княжества Литовского. Племянником Яна Ходзьки был историк и писатель Игнацы Ходзько. Жена — Клара из рода Корсаков (1770—1852). В браке родились шестеро сыновей — Станислав, Владислав, Юзеф, Феликс, Александр, Михал и дочь Софья. Сыновья оставили след в истори, тем самым прославив Кривичи;
мемуарист Станислав Моравский впоследствии писал:

«Грешно сказать, что где когда-нибудь был Ходзько, то способный. Дурака с этим именем я не знал».

### Сыновья Яна Ходзько
- Станислав Игнатий Ходзько (1794—1861) — химик, профессор, публиковал работы по земледелию;
- Владислав Ходзько (1799—1842) — судья, заседатель суда Вилейского уезда;
- Иосиф (Осип) Иванович Ходзько (пол. Józef Chodźko; (6 декабря 1800 — 21 февраля 1881, Тифлис), Кавказское наместничество) — генерал-лейтенант Генерального штаба российской армии, российский военный геодезист, географ и картограф, горовосходитель, учёный-исследователь с мировым именем.
- Феликс Наполеон Ходзько (род. после 1800?) — возглавлял повстанческий отряд в Кривичах во время восстания 1830—1831 годов; в эмиграции работал инженером на железных дорогах во Франции. За достижения в области физики был награжден золотой медалью;
- Александр Ходзько (1804—1891) — поэт-романтик, фольклорист, профессор славянских литератур, увлекался востоковедением. Издал 5 научных работ, записал фольклор туркменов, персов, составил турецкий разговорник[21][22];
- Михал Ян Ходзько (1808—1879) — литератор, переводчик, ученый-краевед, участник восстания 1830—1831 годов; написал поэмы «Десять картинок из поездки в Польшу» и «Два Акта», выполнил семь исследовательских работ по краеведению, переводил с немецкого и английского языков;

### Другие известные уроженцы
- Пётр Степанович Кабаш (род. в 1922), тракторист совхоза «Кривичи», награждён Почетной грамотой Верховного Совета БССР, медалью «За трудовую доблесть», орденом Октябрьской революции (08.04.1971) и орденом Ленина (12.12.1973).
- Мечислав Шахович (род. в 1933), автор поэтических сборников «Руно» (1975), «По приказу сердца» (1975), «Подарок» (1976), «Поклон земле» (1977), «Берега добра» (1990), «Самовар в лесу» (1991).
- Сергей Афанасьевич Максименко (род. в 1954), белорусский физик, доктор физико-математических наук, профессор, директор НИИ ЯП БГУ.

## Галерея

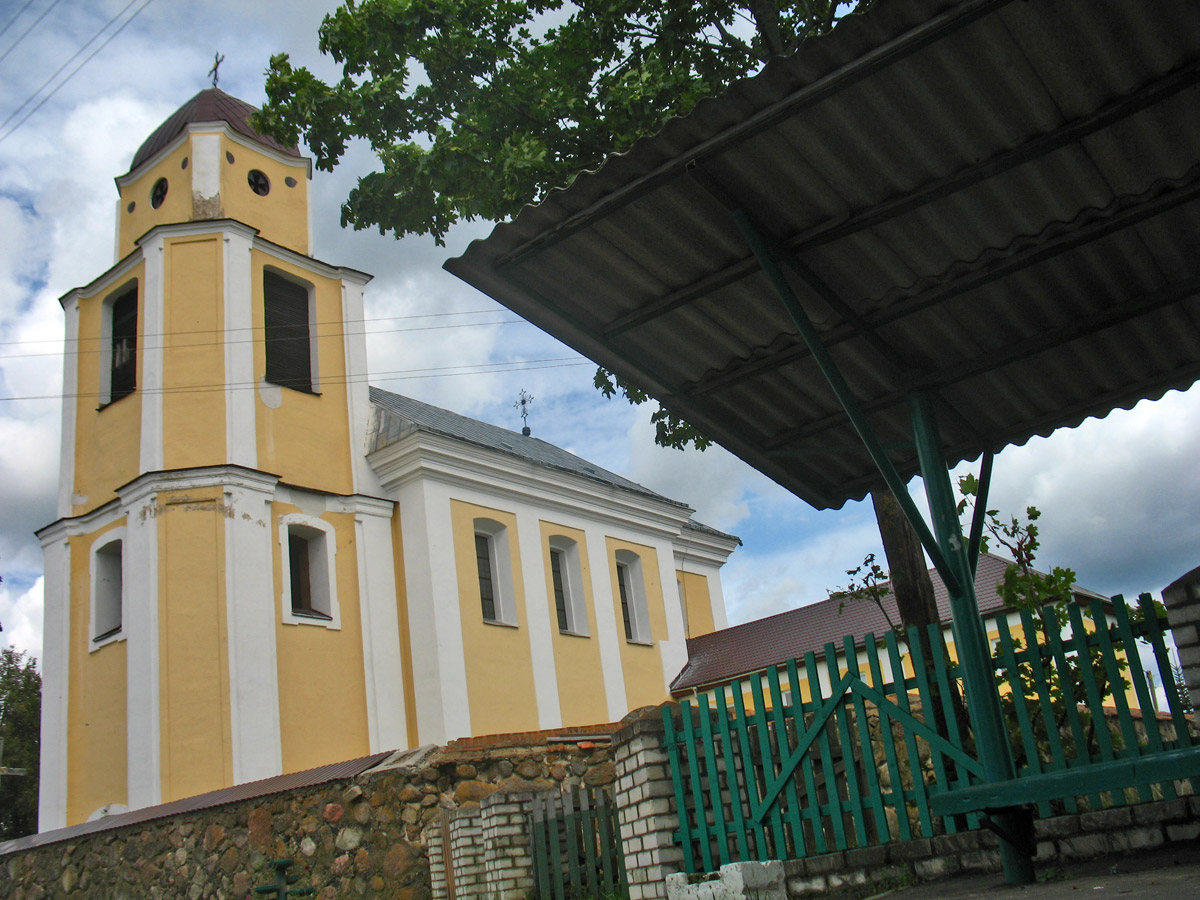
Костёл святого Андрея Апостола
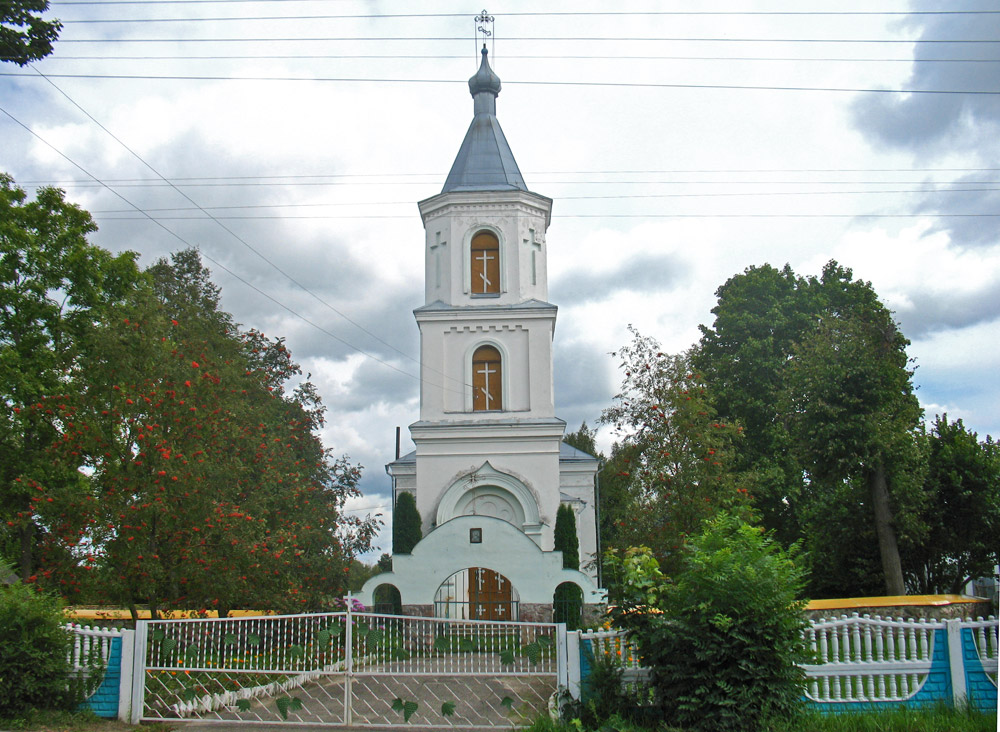
Свято-Троицкая церковь
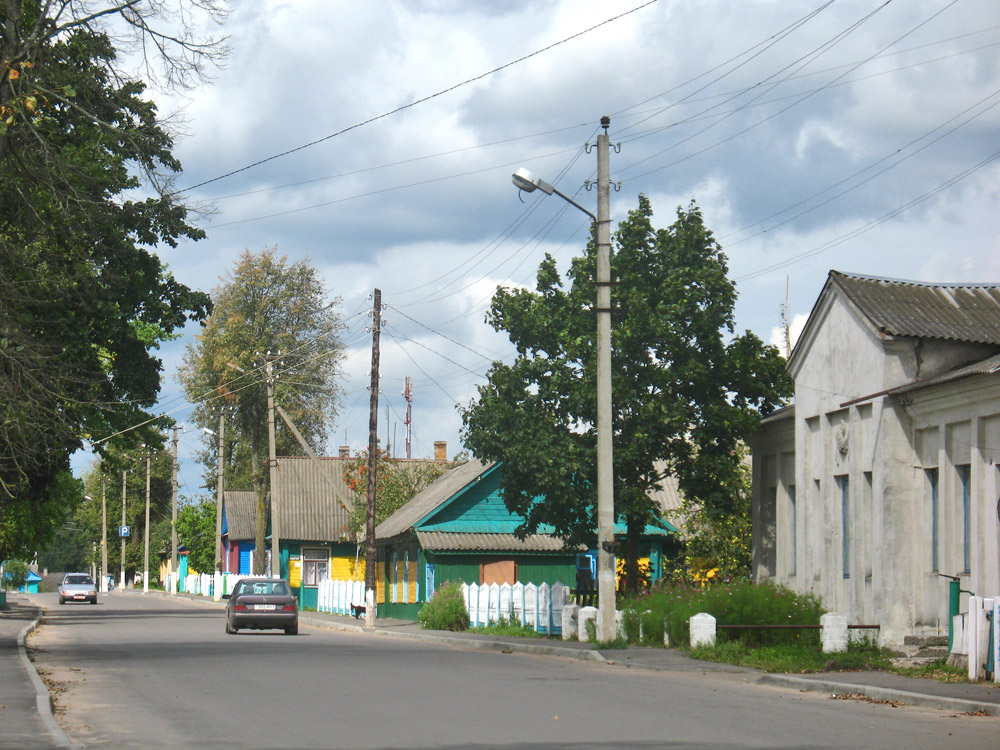
Главная улица посёлка
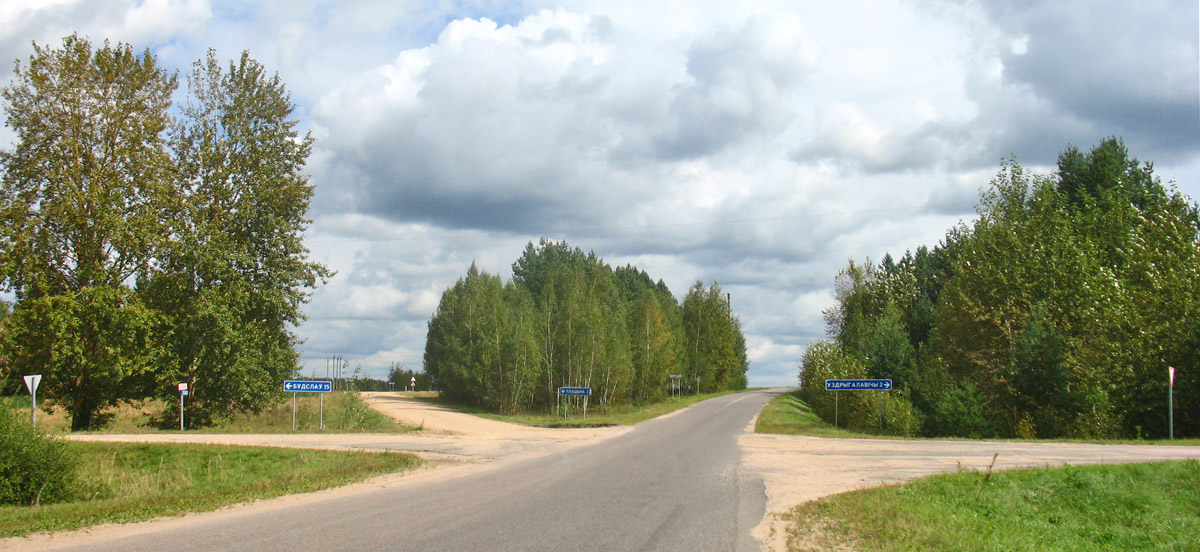
Перекрёсток на выезде из посёлка